# سيباستيان راميريز (لاعب كرة قدم)
سيباستيان راميريز (بالإسبانية: Sebastián Francisco Ramírez) هو لاعب كرة قدم أرجنتيني في مركز الوسط، ولد في 4 سبتمبر 2000 في سان بيدرو في الأرجنتين. لعب مع هوراكان.

## وصلات خارجية
- سيباستيان راميريز على موقع قاعدة بيانات كرة القدم.إي يو (الإنجليزية)
- سيباستيان راميريز على موقع Soccerway.com (الإنجليزية)